# Monitor (schip)

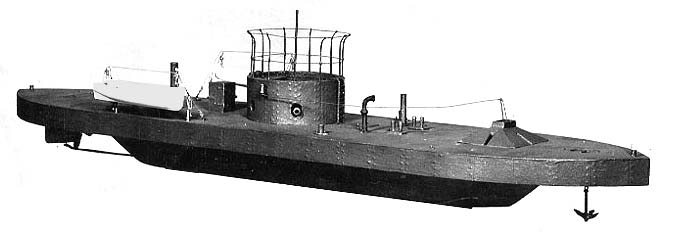
USS Monitor, de eerste monitor (1861).

Monitor was een klasse van verhoudingsgewijs kleine oorlogsschepen. Ze waren niet snel noch sterk bepantserd maar waren wel met relatief grote kanonnen uitgerust. Sommige marines, waaronder de Koninklijke Marine, gebruikten ze vanaf de jaren 60 van de 19e eeuw. De Amerikaanse Marine gebruikte ze voor het laatst in de Vietnamoorlog. Monitors van de 19e eeuw waren ironclads met een geschutskoepel, in navolging van de oorspronkelijke USS Monitor.
Het woord monitor wordt ook gebruikt voor de sterkste oorlogsschepen voor gebruik in binnenwater. In het begin van de 20e eeuw werd de term nieuw leven ingeblazen voor gepantserde vaartuigen met een geringe diepgang voor kustbombardementen, vooral in de Britse Royal Navy tot de jaren 20.

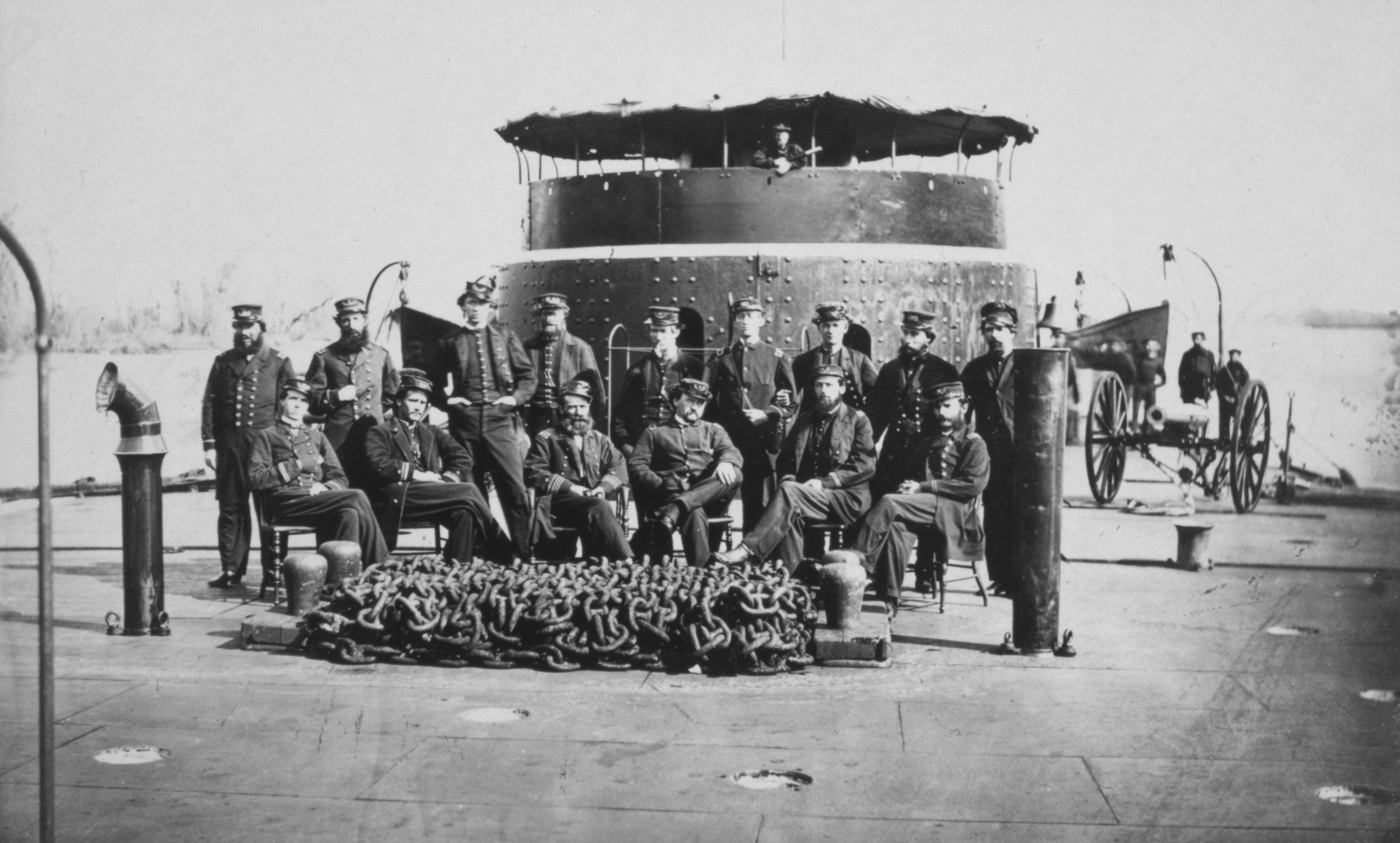
Officieren van een Noordelijke monitor, waarschijnlijk USS Patapsco (1862), gekiekt in de Amerikaanse Burgeroorlog.

## Negentiende eeuw

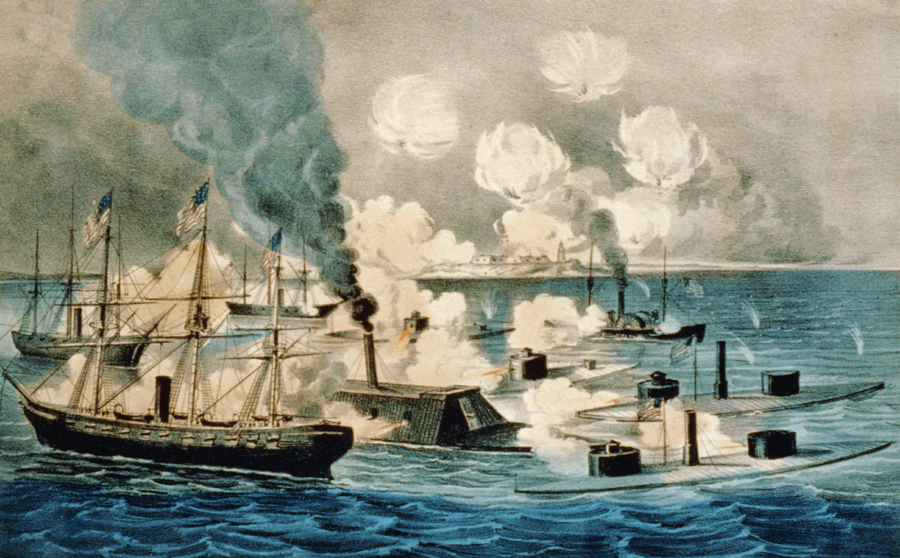
Monitors van de Unie dwingen CSS Tennessee tot overgave in de slag in de Baai van Mobile.

### Amerikaanse Burgeroorlog
USS Monitor (naar het woord in Latijn voor iemand die anderen aan hun plichten herinnert)
werd bedacht door John Ericsson voor de Noordelijke marine in de Amerikaanse Burgeroorlog. Ze was ontworpen voor ondiep water en om een zo klein mogelijk doel te vormen, zodat het water waarin ze lag als bescherming dient.
De Slag bij Hampton Roads tussen de Monitor en CSS Virginia was de eerste zeeslag van ironclads. Er waren nog meer zulke slagen gedurende de Burgeroorlog en de tientallen gebouwde monitors die voor de noordelijke Marine werden gebouwd weerspiegelen de rol waarvoor ze ontworpen waren: het bestrijden van andere schepen. Daarnaast was het bestoken van versterkingen een belangrijk doel, al bleken de vroege ontwerpen daar niet zo geschikt voor.
Drie maanden na de Slag bij Hampton Roads ging John Ericsson met zijn ontwerp terug naar zijn vaderland Zweden, dat in 1865 zijn eerste monitor bouwde op de Motolawerf in Norrköping, genoemd naar de architect. Er werden nog 14 monitors gebouwd. Een van hen, HMS Sölve, diende tot 1922 en wordt tegenwoordig bewaard in het scheepvaartmuseum in Göteborg.

### 1866 tot 1878
In de jaren 60 en 70 van de 19e eeuw bouwden de marines van verschillende landen monitors voor kustverdediging en gebruikten de naam monitor voor het scheepstype. De schepen die rechtstreeks van de Monitor waren afgeleid waren mastloze, stoomaangedreven vaartuigen met een gering vrijboord met één of twee geschutskoepels. Het geringe vrijboord betekende dat ze niet geschikt waren voor vaart op volle zee en altijd het gevaar liepen water te maken en mogelijk te zinken. Het voordeel was dat er minder bepantsering nodig was en dat in zwaar weer golven over het dek spoelden en zo minder rollen veroorzaakten.
Er is geprobeerd zeilende monitors te ontwerpen, om zo de afhankelijkheid van de stoommachine te verhelpen, vanwege hun technische moeilijkheden en omdat sommige marines argwanend stonden tegenover stoom. Masten verhinderen echter het ronddraaien van de geschutskoepels en het gewicht van masten en zeilen vermindert de stabiliteit. Eén schip, HMS Captain, dat geschutskoepels en zeilen met een laag vrijboord verenigde, verging in zwaar weer.

### 1879 tot 1900
Om zeewaardiger schepen voort te brengen die geschikter waren voor strijd van schip tegen land werd in de late 19e eeuw een variant ontwikkeld met verhoogde geschutskoepels en een zwaardere bovenbouw. Deze schepen waren nog steeds niet erg geschikt voor gebruik op volle zee vanwege hun geringe bereik als gevolg van het hoge brandstofverbruik van de gebruikte stoommachines. Een van de redenen dat men begon met het ontwikkelen van dit soort monitors was de ramp die in juli 1882 gebeurde met de rammonitor Zr. Ms. Adder.

## Twintigste eeuw

### Eerste Wereldoorlog
In de Eerste Wereldoorlog ontwikkelde de Royal Navy verscheidene klassen bedoeld om grondtroepen op de kust te steunen. Ofschoon "monitors" genoemd, leken ze weinig op de monitors van de 19e eeuw. Ze deelden wel de eigenschappen van geringe zeewaardigheid en diepgang en zware bewapening in geschutskoepels. De eerste hiervan, van de Humber-klasse, werden op stapel gezet als grote rivierkanonneerboten voor de Braziliaanse Marine. Latere klassen waren geïmproviseerd. Ze werden ontworpen rond kanonnen die als overschot van gesloopte schepen beschikbaar waren, met rompen die snel en zonder veel aandacht voor werkzaamheid werden ontworpen. Ze hadden een grote breedte voor stabiliteit (breedte een derde van de lengte), wat samen met een geringe nadruk op snelheid in het ontwerp ze bijzonder traag maakte en ongeschikt voor zeestrijd en inzet op volle zee. Monitors van de Royal Navy speelden een rol in het vastleggen van de linkerflank van het Westelijk front tijdens de Race naar de Zee in 1914.
Gedurende de oorlog werden nieuwe monitors gebouwd. Hun bewapening werd meestal overgenomen van uit dienst genomen pantserschepen. Deze monitors werden ontworpen met bescherming tegen aanvallen door onderzeeboten. Deze zwaardere monitors vormden, samen met torpedobootjagers, patrouilles aan beide zijden van het Nauw van Calais om vijandelijke oppervlakteschepen uit het Kanaal te weren en de vijand in de haven te houden. Deze monitors konden ook in riviermondingen opereren. HMS General Wolfe, een monitor van de Lord Clive-klasse die in 1918 een enkelvoudig 457 mm-kanon kreeg, kon een brug in Oostende vanaf 30 km bestoken. Andere monitors van de Royal Navy dienden in de Middellandse Zee.
De afmetingen van de verschillende monitorklassen verschilden sterk, van 116 bij 27,4 m bij een diepgang van drie meter in de Abercrombie-klasse vergeleken met de M29-klasse Monitor van 1915, van slechts 52 meter lang en de Erebus-klasse van 1916 van 123,5 m. De grootste monitors hadden het zwaarste geschut.

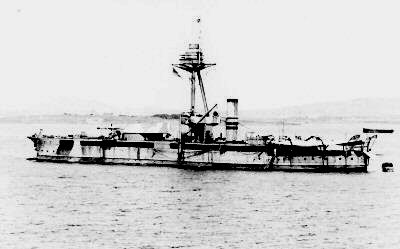
HMS Raglan

In deze tijd had de Amerikaans Marine het gebruik van monitors grotendeels opgegeven. Er waren er nog wel enkele in dienst, alle als bevoorradingsschip voor onderzeeboten. Dit was de laatste oorlog waarin monitorachtige vaartuigen dienstdeden voor de Verenigde Staten.

### Tweede Wereldoorlog
De kleinere monitors van de Royal Navy werden na de Eerste Wereldoorlog gesloopt, ofschoon HMS Erebus en HMS Terror overleefden en in de Tweede Wereldoorlog vochten. Bij de terugkeer van de noodzaak van kustondersteuning werden twee nieuwe grote monitors van de Robertsklasse, HMS Roberts and HMS Abercrombie, gebouwd en uitgerust met 380 mm-geschut van oude slagschepen.

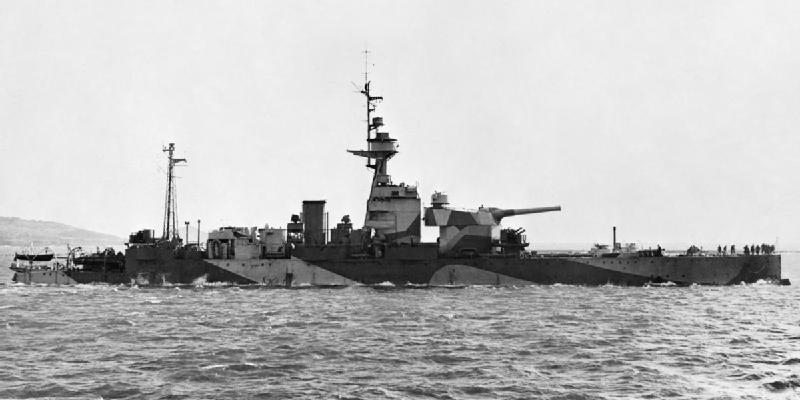
HMS Erebus in de Tweede Wereldoorlog.

Geallieerde monitors deden dienst in de Middellandse Zee als ondersteuning  van het Britse 8e Leger in de Noord-Afrikaanse Veldtocht en de Italiaanse Veldtocht. Ook namen ze deel aan het kustbombardement van de Invasie van Normandië in 1944.

### 1946 tot 1964

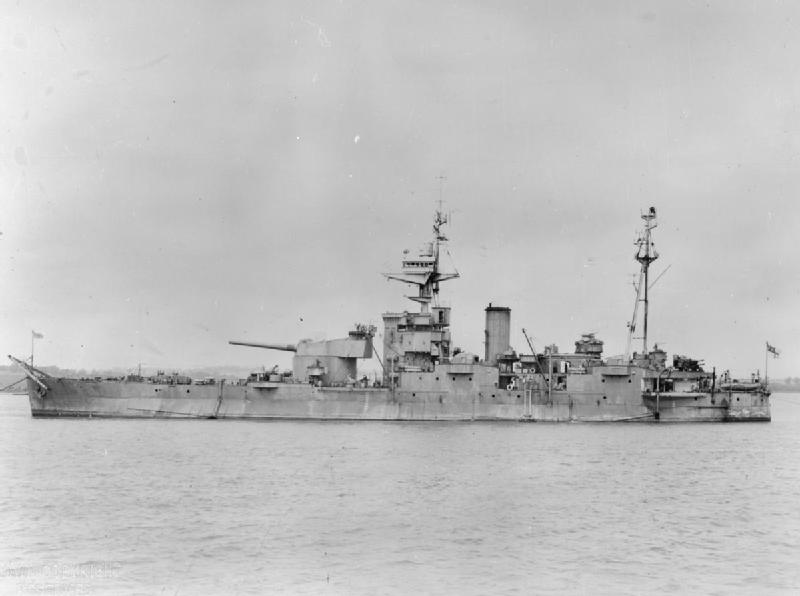
HMS Abercrombie in 1946.

De Royal Navy hielden HMS Abercrombie (afgebouwd in 1943) en HMS Roberts (1941) in reserve tot 1953.

### Vietnamoorlog
De Vietnamoorlog was, na de Amerikaanse Burgeroorlog een eeuw eerder, de tweede oorlog van de Amerikaanse Marine, die ook op rivieren werd gevochten. In 1966 stemde de Amerikaanse regering in met het heroprichten van een riviersmaldeel, dit keer in Zuid-Vietnam. Dit smaldeel had uiteindelijk 24 monitors in dienst. De eerste waren verbouwde landingsvaartuigen met een 40 mm-kanon. Latere versies waren uitgerust met een 105 mm-houwitser of een vlammenwerper.

## Nog bestaande  schepen
- The Peruaanse Huascar is een in 1865 in Engeland gebouwde monitor, die in oorspronkelijke staat nog steeds drijft in Talcahuano in Chili.
- HMS M33 is een M29-klasse monitor van de Royal Navy uit 1915; ze wordt bewaard in het Engelse Portsmouth.
- HMVS Cerberus, tewatergelaten in 1870, werd in 1926 tot zinken gebracht als een golfbreker voor de Australische kust. Er wordt gewerkt aan het lichten en restaureren van het schip.
- De Braziliaanse monitor Parnaíba is een riviermonitor in dienst van de Braziliaanse Marine.
- HMS Sölve is een Zweedse monitor uit 1875, ontworpen door John Ericsson, de geestelijk vader van alle monitors. Ze ligt in het Maritiman scheepvaartmuseum van Göteborg in Zweden
- De monitor Laya Monitor van de Hongaarse Marine ligt in de Donau in Boedapest en is te bezichtigen. Ze werd in 1878 gebouwd naar het Amerikaanse voorbeeld. Ze heeft twee kanonnen in de geschutskoepel en machinegeweren aan beide zijden.